# Franc Kanduč
Franc Kanduč, slovenski duhovnik, * 9. april 1887, Idrija † 26. december 1942, Logatec.

## Življenje
Po opravljeni gimnaziji se je odločil za duhovniški poklic in šel v ljubljansko bogoslovno semenišče. Mašniško posvečenje je prejel 14. julija 1910. Po daljšem kaplanovanju v Starem trgu pri Ložu in Cerknici je postal župnik v Kropi na Gorenjskem.
Zaradi nemške okupacije Gorenjske se je umaknil v Ljubljansko pokrajino, ki je bila pod italijansko oblastjo. Tako je prišel v Grahovo, kjer je pomagal tamkajšnjemu župniku. Na praznik sv. Štefana, 26. decembra 1942, je šel na podružnico v Lipšenj pri Grahovem maševat. Ko se je vračal proti domu, so pri Žerovnici padli nanj partizanski streli z bližnjega hriba. Ko so na kraj nesreče prišli člani vaške straže, so ga našli še živega. Umirajočega župnika Kanduča so odpeljali v Logatec, kjer je istega dne tudi umrl. Pokopan je na pokopališču v Dolenjem Logatcu.